# تقلید (جانوران)

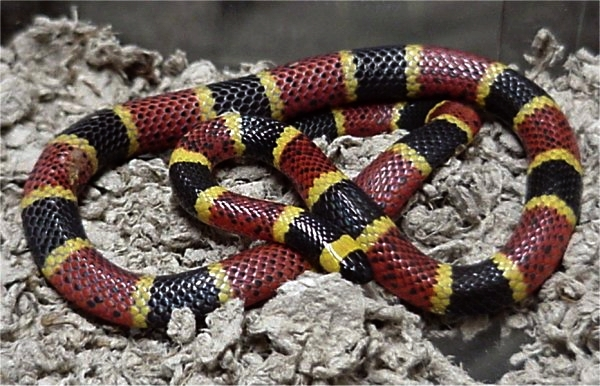
مار مرجانی تگزاس که یک مار سمی است، برای فریب دادن محیط، خود را به شکل یک مار غیرسمی یعنی مار شیری مکزیک درآورده است.

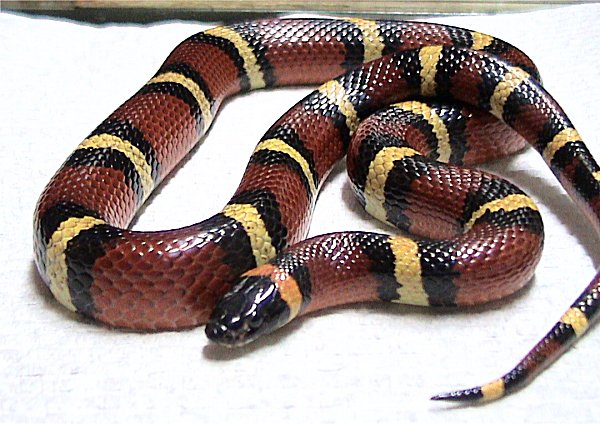
مار شیری مکزیک یک مار غیر سمی است. ظاهر این مار الگویی برای تقلید مار مرجانی مکزیک شده است.

تقلید یا وانمودسازی (انگلیسی: Mimicry)، در زیست‌شناسی هنگامی که یک جانور یا گیاه به تقلید ظاهر و رفتار یک جانور یا گیاه دیگر بپردازد گفته می‌شود. در چنین مواردی یکی از گونه‌ها در فرگشت خود به دلایل استتاری تقلید ظاهر و رفتار کرده‌است تا بدین وسیله درندگی یا طعمه‌های خود را فریب دهد. برای وانمودسازی، اصطلاح همگون‌سازی استتاری هم به‌کار رفته‌است.
این شباهت می‌تواند در ظاهر، رفتار، صدا یا بو باشد.
مثال‌های معروف وانمودسازی، خال‌چشمی‌های ایجاد شده روی بال پروانه‌ها و شب‌پره‌ها، تقلید ظاهر گل توسط آخوندک، تقلید صدای برخی پرندگان توسط یکدیگر، و تقلید بوهای جذب‌کننده توسط گیاهان می‌باشد. وانمودی ممکن است حتی در بین جنسیت‌های مختلف یک جانور هم مشاهده شود برای نمونه یک جانور برای فریفتن و جذب یا دفع کردن جنسیت‌های مزاحم، جنسیت مخالف خود را تقلید کند.

## واژه‌شناسی
واژه‌های وانمود، وانمودکردن و وانمودسازی در زبان فارسی رایج هستند ولی واژۀ وانمایی برای عمل شبیه‌سازی (Simulation) بسیاری از پدیده‌ها به کار می‌رود.

## انواع وانمودسازی
چند نوع اصلی از وانمودسازی عبارتند از:
- وانمودسازی مولری (Müller): در این حالت گونه‌های خطرناک، برای نمونه سمی، از ظاهر یکدیگر تقلید می‌کنند.
- وانمودسازی بیتزی (Bates): در این حالت گونه‌های غیرخطرناک به هم شباهت پیدا می‌کنند.
- وانمودسازی شکاری یا وانمودی پکهام (Peckham): در این حالت درندگان، ظاهر طعمه یا دیگر جانوران منطقه را به خود می‌گیرند تا از این طریق بتوانند آسان‌تر به طعمه نزدیک شوند.

اگر جانوری به تقلید از بخشی از بدن خود در بخش دیگر بدنش اقدام کند، به این حالت اصطلاحاً خودوانمودسازی (Automimicry) گفته می‌شود. نمونه معروف آن، وجود لکه‌های چشم‌مانند بر روی دم ماهی‌های گرمسیری است که باعث می‌شود حمله‌کنندگان در مورد جهت سر و دم ماهی به اشتباه بیافتند.